# Манало, Феликс
Феликс Манало (10 мая 1886, Тагиг — 12 апреля 1963, Кесон-Сити) — филиппинский религиозный деятель, основатель церкви Иглеша ни Кристо. Согласно её вероучению является последним посланником Бога, воссоздавшим истинную церковь Христа перед Страшным судом.

## Биография

### Ранние годы
Феликс Манало был старшим сыном Мариано Исагуна и Бонифации Манало. Он родился в Типасе (пригород города Тагиг), в 13 км к югу от Манилы. Семья была бедной и зарабатывала на жизнь промыслом креветок. Отец Феликса умер в 1896 году, и его мать вышла замуж за вдовца с двумя детьми. От этого брака у них родились ещё пятеро детей. Феликс Манало перепробовал ряд профессий: парикмахер, мастер шляпного дела, ювелир и фотограф.
Феликс посещал занятия, на которых изучал чтение, письмо и основные доктрины Римско-католической церкви. Из-за революции 1896 года на Филиппинах, когда были закрыты все школы, Феликсу пришлось прервать обучение после трёх классов начальной школы. Вполне возможно, после революции Феликс ещё учился в общественной школе, открытой американцами, так как неплохо изъяснялся по-английски.
Родители Феликса Манало были католиками, поэтому Феликс был крещён в их вере. В детские годы Феликса возили в Сампалок (Манила), где жил их близкий родственник — священник Римско-католической церкви. Но однажды Феликс нашёл Библию на церковной скамье. Дядя не велел ему читать Библию, но это только пробудило у Феликса любопытство. Прочитав книгу, Феликс решил, что некоторые католические обычаи с ней не согласуются.
Феликс познакомился с сектой «Колорум», которая исповедовала националистические и мистические учения, и отправился в паломничество к святому капищу секты на горе Банахау, но испытал разочарование, когда поговорил находившимся там «богом», убедившись, что в пещере находится обычный человек.
В 1902 году, когда Феликсу было 16 лет, он стал свидетелем поражения священника Римско-католической церкви во время дебатов с методистским миссионером, который свободно цитировал Библию. В 1904 году Феликс присоединился к методистской церкви. После окончания семинарии он получил звание пастора.
В 1905 году умерла мать Феликса, и он отправился домой на её похороны. Католический священник отказался погребать Бонифацию на католическом кладбище без соответствующего служения. Тогда Феликс похоронил её на Аглипаянском кладбище. Именно тогда он и взял себе фамилию матери — Манало. Слово «манало» на тагалоге означает «побеждать» или «победа». Вернувшись в Манилу, Манало перевёлся в пресвитерианскую школу — Эллинвудский институт Библии. После трёх с половиной лет обучения он присоединился к миссии «Учеников Христа» и принял крещение через погружение в воду. Будучи назначенным евангелистом, Манало начал четырёхлетнее обучение в Библейском колледже Манилы. Во время обучения ему выделили территорию в районе Санта-Ана в Маниле, где он проводил миссионерскую работу. Примерно в это же время Манало женится.
В 1911 или 1912 году Манало посетил собрание адвентистов седьмого дня с намерением оспорить их учение. Впоследствии он принял крещение в их церкви. В этот же период умирает жена Манало, а он становится наставником в Институте Библии.
Первый конфликт имел место, когда Манало крестил новообращённых другого собрата по служению Леона Роды в Навотасе (Манила, провинция Ризал). Хотя единственным рукоположённым служителем в стране был Адамс, Манало не мог понять, почему он не мог совершать обряд крещения, не будучи рукоположённым. И всё же ему вынесли порицание.
Второй провинностью Манало стало тайное бегство с молодой женщиной, совершённое при содействии двух других женщин из адвентистской церкви «Трозо», что в Санта-Крузе, Манила. Зная, что Адамс этого не одобрит, он попросил бывшего собрата по служению из Христианской Миссии совершить обряд бракосочетания. Это произошло в мае 1913 года. Его первая жена умерла в 1912 году. Будучи служителем, он, Манало, должен был подавать хороший пример, и к тому же похищение невесты состоялось в субботу. Адамс временно отстранил Манало от служения, ожидая дальнейших распоряжений Азиатского дивизиона. Церковь в Малолосе, членом которой являлся Феликс Манало, проголосовала за вынесение замечания. Адамс поручил поработать с Манало Эмилио Маналайсею, учителю общественной школы, рукоположённому в 1913 году. Но Манало остался непреклонен и не мог простить адвентистам, что к нему применили меры дисциплинарного воздействия. Он открыто объявил своим собратьям-служителям о желании организовать собственную Церковь и предложил присоединиться к нему. 25 августа 1913 года его исключили из церкви и из списка работников.

### Создание церкви
Вернувшись в Манилу, Феликс работал в своём магазине шляп. В ноябре 1913 года он принял решение основать новую церковь. Манало начал с чтения проповедей рабочим компании «Atlantic, Gulf & Pacific».
Церковь Иглеша ни Кристо была официально зарегистрирована 27 июля 1914 года. В 1915 году была построена её первая часовня. К 1919 году Иглеша ни Кристо насчитывала около 1500 членов. Манало отправляется в Калифорнию для учёбы в Тихоокеанской школе религии. Утверждается, что он обучался там в течение года, но в самой школе нет об этом сведений. По возвращении часть руководства церкви выступает с критикой морального облика Манало, что приводит к первому расколу в организации.
В начале 1950-х Феликс Манало начал готовиться к передаче руководства церковью. 23 января 1953 года его сын Эраньо Манало был назначен преемником. 12 апреля 1963 года Феликс Манало умер.